# Free Money
Free Money (conocida en América como Asalta como puedas) es una película canadiense de 1998 dirigida por Yves Simoneau y protagonizada por Charlie Sheen, Donald Sutherland, Mira Sorvino, Martin Sheen y Marlon Brando, en su penúltima aparición en cine antes de su fallecimiento en 2004.

## Sinopsis
Sven Sorenson es un malvado alcaide de una prisión en Dakota del Norte. Sus dos hijas gemelas quedan embarazadas de dos patanes, Larry y Bud, los cuales son muy mal vistos por Sorenson. Aunque el viejo acepta que sus hijas se casen con los padres de sus hijos, Sven hará todo lo que esté a su alcance para complicarle la vida a sus indeseados yernos.

## Reparto
- Marlon Brando - Sven Sorenson
- Holly L. Watson - Liv
- Christin Watson - Inga
- Charlie Sheen - Bud Dyerson
- Donald Sutherland - Rolf Rausenberger
- Mira Sorvino - Karen Polanski
- Thomas Haden Church - Larry
- Martin Sheen - Alcaide
- David Arquette - Ned Jebee